# Крейсери типу «Голланд»
Крейсери типу «Голланд» - шість захищених крейсерів Королівського флоту Нідерландів. Офіційно класифікувалися як pantserdekschepen (нідер.), тобто "кораблі з броньованою палубою).
Тип мав два підтипи, кожен з яких складалався з трьох кораблів.

## Конструкція
Дизайн базувався на британському  крейсеру типу «Аполло», хоча його центральна частина корпусу відрізнялася більш морехідною формою подібною до крейсерів типу «Астрея».
Останні три кораблі були трохи більшими (водотоннажність зросла на 133 тонн) , ніж перші три кораблі.  

## Історія служби
19 жовтня 1900 року «Гелдерланд» перевіз Поля Крюгера до Європи під час Другої англо-бурської війни. «Голанд» разом з крейсером «Кьонінгін Вільгельміна дер Нідерланден» та броненосцем берегової оборони типу «Еверстен» «Піт Хейн»  були відправлені до Шанхаю для захисту нідерландських інтересів під час Боксерського повстання. «Гелдерланд» та «Зіланд» разом з броненосцями берегової оборони «Кьонінгін Регентес» та однотипними їй «Гертог Генрік» та «Де Рюйтер»  надавали  підтримку Королівській Нідерландскій армії Ост-Індії під час війни в Ачеху. У 1908 році «Фрісланд», «Гелдерланд» і броненосець берегової оборони «Якоб ван Хемскерк»  були відправлені для патрулювання поблизу узбережжя Венесуели під час другої кризи з Кастро. «Фрісланд» та «Утрехт» були виведені з експлуатації в 1913 році, решта чотири були модернізовані.
Під час Першої світової війни всі кораблі, що залишилися, були розміщені в голландських рідних водах. «Голанд» і «Зіланд»були виведені з експлуатації в 1920 і 1924 роках, тоді як «Нордбрабант» став плавучою казармою в 1920 році. Цю роль він виконував, поки не отримав ушкоджень під час німецького вторгнення під час Другої світової війни. «Гелдерланд» став навчальним кораблем у 1920 році. Він була захоплена Німеччиною в 1940 році, перейменована в «Ніобе» і був потоплений радянською авіацією під час війни в гавані Котка у Фінляндії 16 липня 1944 року.